# Syagrus
Syagrus is een geslacht van palmen. De soorten komen voor in Zuid-Amerika en op de Kleine Antillen.

## Soorten
- Syagrus allagopteroides
- Syagrus amara
- Syagrus angustifolia
- Syagrus botryophora
- Syagrus caerulescens
- Syagrus campestris
- Syagrus campylospatha
- Syagrus cardenasii
- Syagrus cearensis
- Syagrus cerqueirana
- Syagrus cocoides
- Syagrus comosa
- Syagrus coronata
- Syagrus deflexa
- Syagrus duartei
- Syagrus evansiana
- Syagrus flexuosa
- Syagrus glaucescens
- Syagrus glazioviana
- Syagrus gouveiana
- Syagrus graminifolia
- Syagrus harleyi
- Syagrus inajai
- Syagrus itacambirana
- Syagrus kellyana
- Syagrus lilliputiana
- Syagrus loefgrenii
- Syagrus lorenzoniorum
- Syagrus macrocarpa
- Syagrus mendanhensis
- Syagrus microphylla
- Syagrus minor
- Syagrus oleracea
- Syagrus orinocensis
- Syagrus petraea
- Syagrus picrophylla
- Syagrus pleioclada
- Syagrus pleiocladoides
- Syagrus pompeoi
- Syagrus procumbens
- Syagrus pseudococos
- Syagrus romanzoffiana
- Syagrus rupicola
- Syagrus ruschiana
- Syagrus sancona
- Syagrus santosii
- Syagrus schizophylla
- Syagrus smithii
- Syagrus stenopetala
- Syagrus stratincola
- Syagrus vagans
- Syagrus vermicularis
- Syagrus weddelliana
- Syagrus werdermannii
- Syagrus yungasensis

... · 
Acanthophoenix · 
Acoelorrhaphe · 
Acrocomia · 
Actinokentia · 
Actinorhytis · 
Adonidia · 
Aiphanes · 
Allagoptera · 
Alloschmidia · 
Ammandra · 
Aphandra · 
Archontophoenix · 
Areca · 
Arenga · 
Asterogyne · 
Astrocaryum · 
Attalea · 
Balaka · 
Bactris · 
Barcella · 
Basselinia · 
Beccariophoenix · 
Bentinckia · 
Bismarckia · 
Borassodendron · 
Borassus · 
Brahea · 
Brassiophoenix · 
Brongniartikentia · 
Burretiokentia · 
Butia · 
Calamus · 
Calospatha · 
Calyptrocalyx · 
Calyptrogyne · 
Calyptronoma · 
Campecarpus · 
Carpentaria · 
Carpoxylon · 
Caryota · 
Ceratolobus · 
Ceroxylon · 
Chamaedorea · 
Chamaerops · 
Chambeyronia · 
Chelyocarpus · 
Chuniophoenix · 
Clinosperma · 
Clinostigma · 
Coccothrinax · 
Cocos · 
Colpothrinax · 
Copernicia · 
Corypha · 
Cryosophila · 
Cyphokentia · 
Cyphophoenix · 
Cyphosperma · 
Cyrtostachys · 
Daemonorops · 
Deckenia · 
Desmoncus · 
Dictyocaryum · 
Dictyosperma · 
Dransfieldia · 
Drymophloeus · 
Dypsis · 
Elaeis · 
Eleiodoxa · 
Eremospatha · 
Eugeissona · 
Euterpe · 
Euterpe · 
Gaussia · 
Guihaia · 
Hedyscepe · 
Hemithrinax · 
Heterospathe · 
Howea · 
Hydriastele · 
Hyophorbe · 
Hyospathe · 
Hyphaene · 
Iguanura · 
Iriartella · 
Itaya · 
Johannesteijsmannia · 
Juania · 
Jubaea · 
Jubaeopsis · 
Kentiopsis · 
Livistona · 
Lodoicea · 
Mauritia · 
Medemia · 
Metroxylon · 
Nannorrhops · 
Nypa · 
Phoenix · 
Raphia · 
Ravenea · 
Rhapis · 
Rhopalostylis · 
Roystonea · 
Sabal · 
Salacca · 
Serenoa · 
Syagrus · 
Tahina · 
Trachycarpus · 
Trithrinax · 
Washingtonia · 
Wodyetia · 
...